# Prickig bärpickare
För arten Rhamphocharis crassirostris, se tjocknäbbad bärpickare
Prickig bärpickare (Melanocharis piperata) är en fågelart i familjen bärpickare inom ordningen tättingar.

## Utbredning och systematik
Fågeln förekommer från östcentrala till sydöstra Nya Guinea, inklusive Huonhalvön (Herzogbegen och möjligen även Kuperbergen). Den inkluderas traditionellt i arten Melanocharis crassirostris, men urskiljs allt oftare som egen art.

## Status
Den kategoriseras av IUCN som livskraftig.